# HMS Mendip
La HMS Mendip (Pennant number L60) fu un cacciatorpediniere scorta della Royal Navy britannica, appartenente alla classe Hunt; entrata in servizio nell'ottobre del 1940, prese parte alla seconda guerra mondiale, operando prevalentemente nel Mare del Nord e nel teatro del Mediterraneo.
La nave ebbe un'insolita carriera nel periodo successivo alla fine del conflitto: trasferita alla Cina Nazionalista nel gennaio del 1948, entrò in servizio con la Zhōnghuá Mínguó Hǎijūn sotto il nome di Lin Fu; dopo la caduta del governo nazionalista, la nave venne brevemente riacquisita dai britannici, per poi essere rivenduta nel novembre del 1949 alla marina militare egiziana, che la ribattezzò prima Mohammed Ali e poi Ibrahim el Awal. Nell'ottobre del 1956, durante gli eventi della crisi di Suez, la nave venne catturata dalla marina militare israeliana, entrando poi in servizio con quest'ultima sotto il nome di INS Haifa (Pennant number K-38); la nave venne poi radiata nel 1968, trasformata in nave-bersaglio ed affondata durante un'esercitazione nel 1972.

## Storia

### Servizio nella Royal Navy
Impostata nei cantieri navali Swan Hunter di Wallsend il 10 agosto 1939, la nave venne varata il 9 aprile 1940 con il nome di Mendip in onore dell'omonimo distretto inglese; la nave entrò poi in servizio il 14 ottobre 1940, inserita nella 21th Destroyer Flotilla della Home Fleet, di base a Scapa Flow. Il 28 ottobre seguente, durante un'esercitazione, la nave riportò gravi danni a poppa a causa dell'esplosione di una propria bomba di profondità, fatto che la costrinse a rientrare in cantiere per le riparazioni a Middlesbrough fino al febbraio del 1941.
Rientrata in squadra, partecipò a diverse operazioni di scorta ai convogli navali Alleati e di pattugliamento nel Mare del Nord e nel canale de La Manica. Verso la fine del giugno 1943 la nave venne inviata a Gibilterra come parte della scorta del convoglio KMF17, venendo poi distaccata a Malta per operare nel Mediterraneo; il 10 luglio seguente prese parte all'operazione Husky (l'invasione Alleata della Sicilia) fornendo copertura antiaerea alla forza da sbarco, per poi tornare al suo ruolo di nave-scorta dei convogli Alleati nel Mediterraneo occidentale, facendo la spola tra Gibilterra ed Algeri. L'11 settembre 1943 prese parte allo sbarco a Salerno, venendo danneggiata in un attacco aereo tedesco al largo di Salerno; riparata a Gibilterra, fece da scorta a diversi convogli Alleati diretti a Napoli, partecipando anche ad alcuni bombardamenti costieri sul fronte del Garigliano.
A metà maggio 1944 la nave fece ritorno in Gran Bretagna in vista dell'invasione Alleata del continente europeo; il 5 giugno prese parte alle prime fasi dell'Operazione Nettuno, partecipando anche ad alcune operazioni al largo di Omaha Beach. Dopo nuovi lavori di riparazione, prese poi parte alle missioni di scorta dei convogli militari tra la Gran Bretagna ed il porto di Anversa, continuando ad operare ne La Manica fino alla conclusione delle ostilità.

### Nel dopoguerra

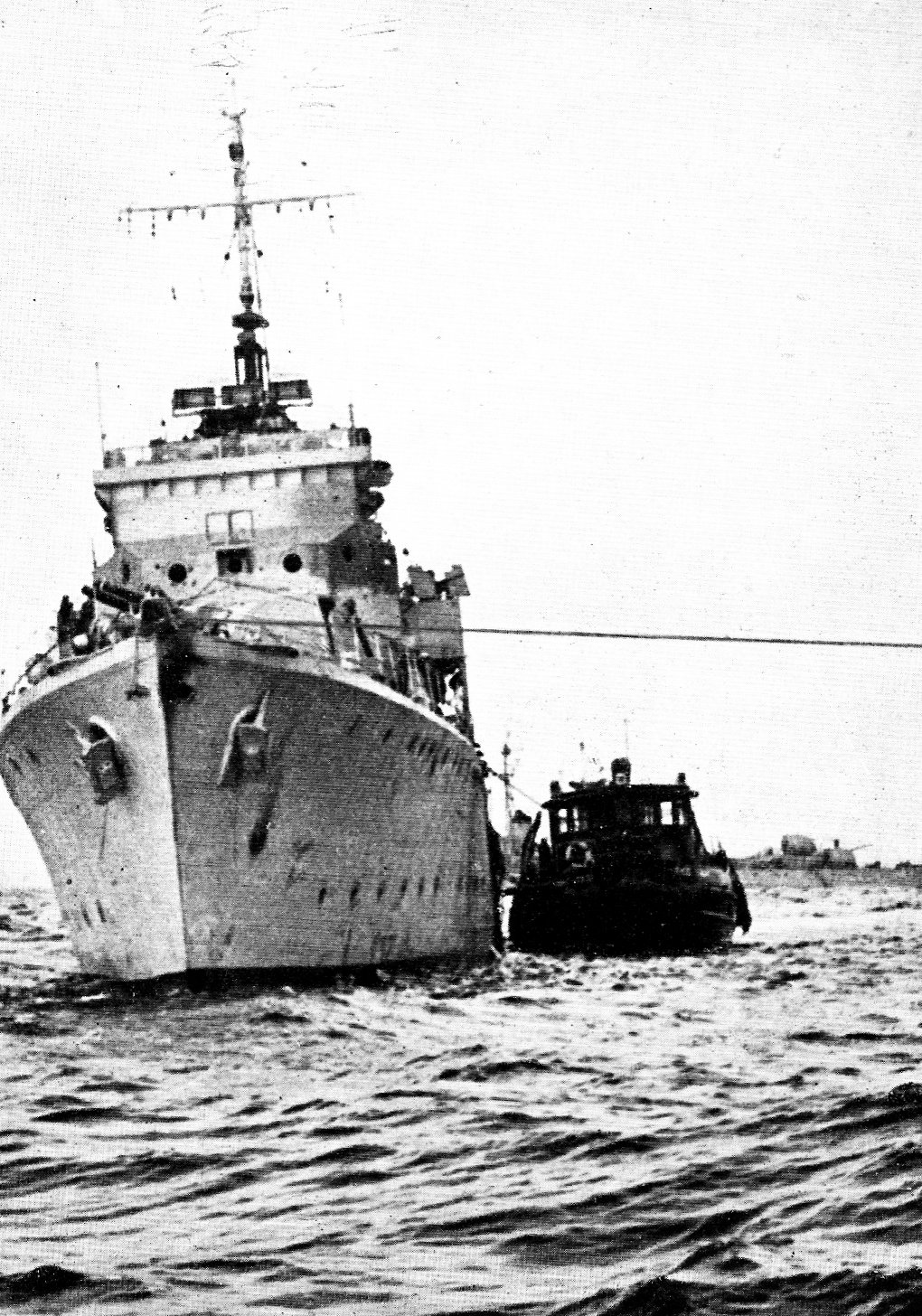
La Ibrahim el Awal, poco dopo la sua cattura da parte della marina israeliana

Il 25 gennaio 1946 la Mendip fu trasferita alla Riserva Navale, venendo poi messa in disarmo ad Harwich; il 21 gennaio 1948 la nave fu venduta alla Cina Nazionalista, entrando ufficialmente in servizio nel maggio seguente con il nome di Lin Fu. Prestò servizio durante le fasi finali della guerra civile cinese, ma nel giugno del 1949, dopo la caduta del governo nazionalista cinese, la nave venne recuperata dalla Royal Navy e temporaneamente rimessa in servizio con la Far East Fleet. Durante il suo viaggio di rientro in patria, il 9 novembre 1949 la nave venne venduta all'Egitto mentre si trovava in sosta ad Alessandria; ribattezzata Mohammed Ali, nel 1951 cambiò poi il nome in Ibrahim el Awal.
Il 30 ottobre 1956, giorno successivo all'invasione israeliana dell'Egitto, la nave, già dislocata al largo delle coste palestinesi per un'operazione di ricerca e soccorso, ricevette la missione di bombardare le raffinerie petrolifere e le installazioni militari nei pressi del porto israeliano di Haifa. Alle 3:30 del 31 ottobre, la Ibrahim el Awal penetrò nella baia di Haifa ed iniziò il bombardamento; l'azione venne interrotta dopo 20 minuti, quando il cacciatorpediniere francese Kersaint, che stazionava nella baia, aprì il fuoco sull'unità egiziana che, senza essere colpita, ruppe il contatto e si allontanò verso nord. Informata del raid, una task force israeliana composta dalla vecchia fregata INS Miznak e dai cacciatorpediniere INS Yafo e INS Eilat (due unità ex britanniche della classe Z), in quel momento impegnata a pattugliare la costa 32 miglia più a sud, ricevette l'ordine di intercettare l'unità egiziana; lasciata indietro la troppo lenta Miznak, il comandante israeliano (capitano Shmuel "Samek" Yanai) si lanciò all'inseguimento della Ibrahim el Awal con i due cacciatorpediniere.
Intorno alle 5:07, i radar delle unità israeliane individuarono il cacciatorpediniere egiziano; dopo essersi sincerati dell'identità della nave (in zona incrociavano anche diverse unità statunitensi), i cacciatorpediniere israeliani aprirono il fuoco intorno alle 5:32. Le unità israeliane erano superiori in velocità e volume di fuoco, e riuscirono ben presto a mettere a segno una serie di colpi sulla Ibrahim el Awal; alle 6:37 due Dassault MD 450 Ouragan dell'aviazione israeliana si unirono alla battaglia, colpendo la nave egiziana con diversi razzi ed obbligandola a fermare le macchine intorno alle 7:00. Diversi marinai egiziani si gettarono in mare, mentre una bandiera bianca venne issata sull'albero del cacciatorpediniere; una squadra di marinai israeliani venne inviata a bordo per prevenire azioni di sabotaggio, mentre due rimorchiatori arrivarono da Haifa per prendere in consegna la nave.
Riparata, la nave entrò in servizio con la marina israeliana con il nome di INS Haifa, rimanendo in servizio per 11 anni; radiata nel 1968, la nave venne prima posta nella riserva e poi trasformata in nave-bersaglio, finendo affondata durante un'esercitazione nel 1972 dopo essere stata colpita da un missile Gabriel.